# Marco Furnio Augurino
Marco Furnio Augurino (in latino: Marcus Furnius Augurinus; ... – dopo il 41?) è stato un magistrato e senatore romano, console dell'Impero romano.

## Biografia
La figura di Augurino è stata avvolta nell'oscurità fino ad anni recenti, quando gli studi di Giuseppe Camodeca e di Annalisa Tortoriello hanno contribuito a chiarirne la carriera.
Di origine italica ma di provenienza e classe sociale indefinibili allo stato attuale della documentazione, Augurino è attestato innanzitutto come proconsole pretorio della provincia di Creta e Cirene sotto Caligola da alcune monete coniate in svariate città dell'isola di Creta.
Il secondo incarico, di scoperta assai recente, lo vede al vertice dello stato romano: Augurino fu infatti console suffetto con ogni probabilità da settembre a dicembre di un anno incerto tra 40 e 41 insieme ad un collega attualmente non identificato a causa delle lacune delle tavolette cerate ercolanesi che ne attestano la carica, forse Marco Cluvio o, meno probabilmente, Marco Lurio Varo. La definizione dell'anno di carica di Augurino, in ogni caso precedente al 43 in quanto nelle tavolette si menziona una donna attestata come defunta in quell'anno, dipende dalla struttura dei fasti caligolei e dall'identità del collega: Annalisa Tortoriello ritiene che l'anno 40 abbia contenuto tre coppie di consoli suffetti e che il loro consolato si inserisca meglio in quell'anno; Pierangelo Buongiorno considera che la struttura dei fasti consolari dell'età di Caligola non comporti affatto la presenza di una terza coppia di suffetti tra settembre e dicembre dell'anno e colloca il consolato di Augurino nel 41; da ultimo, Giuseppe Camodeca considera ancora aperta la doppia possibilità.
Di Augurino sono noti però legami familiari. Sua parente, probabilmente figlia di una sorella, è Antonia Furnilla, figlia del console suffetto del 45 Aulo Antonio Rufo: Furnilla sposò poi Quinto Marcio Barea Sura, figlio del console suffetto del 34 Quinto Marcio Barea Sorano e fratello del console suffetto del 52 Quinto Marcio Barea Sorano, e generò Marcia Furnilla, seconda moglie dell'imperatore Tito.